# 杨向彬
杨向彬（1973年11月18日—），女，中華人民共和國山西省大同县西坪镇人，全能神组织“女基督”、“全能神”，2000年因全能神教會遭中国政府打击，随全能神大祭司赵维山流亡美国。

## 簡历
杨向彬1990年前后高考落榜，精神受到严重刺激而患了精神病，后被人带进教会信奉耶稣，此后，加入“呼喊派”的聚会，期间结识了时任“呼喊派”骨干赵维山并与之同居，两人于1993年12月8日在河南开封结婚。1995年7月7日杨向彬生一子赵明。
1993年夏，赵维山在河南汝阳召集教徒聚会，借用“神话”将杨向彬推为“独一真神”，开始大力“包装”这名女子此后，信徒的主要聚会活动就是读“最新神话”，听“神”的“讲道录音”。
由于“全能神”邪教组织体系严密，单线联系的教会制度，信徒与外界隔离，受“全能神”教义精神控制，一些信徒对“全能神”组织构架和赵维山、杨向彬其人真实情况并不了解，基层有的信徒也不知道赵维山、杨向彬，只是跟随别人“传教”、“信教”，崇拜“女基督”。一般信徒认为“女基督”并不存在，只不过是一个虚构的人物。杨向彬并不“露面”，隐藏在背后说“神话”，也更增加了“女基督”的神秘感。